# Cop d'estat del 23 de febrer de 1981
El cop d'estat del 23 de febrer, normalment anomenat del 23-F, fou un intent de cop d'estat militar contra el govern d'Espanya i els parlamentaris del Congrés dels Diputats escollits per sufragi universal, lliure i directe democràtic i legítim d'Espanya que es va produir el 23 de febrer de 1981.

## Antecedents
Amb l'aprovació de la Constitució Espanyola de 1978 es dona el pas a partir del qual semblava que l'estat espanyol consolidava una transició cap a la democràcia, deixant enrere els quasi quaranta anys de dictadura franquista. El context en què es desenvolupava aquest procés cap a un estat democràtic consolidat, però, preocupava als sectors més reaccionaris i nostàlgics (o no tant) del règim anterior, ara incrustats en l'estructura estatal del país: el terrorisme d'ETA havia matat més d'un centenar de militars i policies en l'últim any; els partits d'esquerres havien sortit molt ben parats a les eleccions de 1979 i els sindicats obrers, recentment legalitzats, mostraven la seva força i, finalment, el desenvolupament de l'estat de les autonomies i les aspiracions d'algunes d'elles, les anomenades autonomies històriques, completava aquest context que s'observava amb molta preocupació pels sectors reaccionaris comentats. En aquest darrer aspecte, una sèrie d'esdeveniments van incrementar les tensions el 1980.
A començaments d'aquell any va tenir lloc un referèndum a Andalusia per decidir si aquesta regió accedia a l'autonomia per la via de l'article 151 de la Constitució. El referèndum va tenir resultat positiu a totes les províncies andaluses tret d'una: Almeria. Això jurídicament hauria pogut bloquejar la via de l'article 151 a Andalusia. Per raons polítiques, però, es va decidir tirar endavant per la via esmentada. El 20 de març de 1980 Convergència i Unió va guanyar a les eleccions catalanes, i ERC hi va obtenir 14 diputats clau. El resultat de les eleccions catalanes va ser una sorpresa. De fet, ERC no obtindria uns resultats millors fins al 2003.
El 4 de febrer de 1981 el rei Joan Carles I d'Espanya va fer una visita al parlament basc. Aquella visita va reflectir moltes de les tensions presents a la societat espanyola. Al ple de la cambra basca no hi faltava ningú, ni tan sols els diputats d'Herri Batasuna, que tenien per costum no anar a la cambra basca. El rei es va dirigir al parlament basc i, tot just en començar, els parlamentaris d'Herri Batasuna es van aixecar i van començar a cantar l'Eusko gudariak. Davant la tensió, els diputats de tots els altres partits es van aixecar i es van posar a aplaudir el discurs del rei, fins que les forces de l'ordre van expulsar els parlamentaris d'Herri Batasuna. En vista d'això, el mateix rei va continuar llegint un discurs alternatiu que ja tenia preparat en previsió del que pogués passar.
Enmig d'aquesta situació de tensió generalitzada, el 1978 es va avortar un primer intent de cop d'estat encara en la seva fase de preparació: l'Operació Galàxia, i anys després, el 23 de febrer de 1981, es va produir l'ocupació del parlament per forces de la Guàrdia Civil, comandades pel Tinent coronel Antonio Tejero. S'havia produït el cop d'estat del 23-F. La tria de la data no va ser casual: el president de govern electe Adolfo Suárez havia dimitit el 29 de gener del mateix 1981 i això va donar lloc a una nova sessió d'investidura, amb Leopoldo Calvo-Sotelo com a candidat, que es programà per al 20 de febrer del mateix any. En aquesta sessió, Calvo-Sotelo no assolí la majoria necessària, per la qual cosa es produí una segona volta, que es votà el dia 23 de febrer, dia del cop d'estat.

## Els fets
El dia 23 de febrer a les 14:20, un grup de policies i vehicles camuflats liderats pel tinent Suárez Alonso inicia l'Operació gàbia: es tanquen els accessos a la zona propera al Congrés dels Diputats i es comprova que es pot dur a terme l'assalt. A les 18:20 288 guardies civils arribats en autocars, encapçalats per Antonio Tejero Molina van assaltar l'hemicicle mentre es duia a terme la segona votació per a investir Leopoldo Calvo-Sotelo Bustelo, del partit UCD, com a president del govern espanyol. Al crit de "Todo el mundo al suelo" i disparant tres trets segrestaren el poder legislatiu i el govern amb la força de les armes. Al mateix temps, la Divisió Cuirassada Brunete, dirigida pel coronel San Martín prenia altres punts clau de Madrid, entre ells RTVE i diferents emissores de ràdio. El capità general de l'exèrcit a València, Jaime Milans del Bosch y Ussía, decretà l'estat d'excepció i feu sortir les tropes de la III Región Militar que tenia sota el seu comandament al carrer, amb la idea que la resta de capitans generals farien el mateix, cosa que no va succeir. El pas dels tancs pels carrers de València va ser enregistrat per Aníbal Giménez Rizo, un dels responsables del Centre Aitana de RTVE.
En assabentar-se dels fets, la societat espanyola va ser colpida per la por. Molts dirigents polítics i personatges rellevants es prepararen per haver de destruir documents i fugir cap a França. Després d'unes hores de buit de poder, es posa en marxa l'Operació Diana. Fernando Laína, Director de la Seguretat de l'Estat, va actuar de President en funcions, i els Secretaris d'Estat i Subsecretaris, es van constituir en Govern Provisional. Després d'hores d'incertesa i postures dubitatives davant els fets que estaven succeint, el rei d'Espanya Joan Carles I realitza una intervenció televisada on es postula a favor de l'ordre constitucional, aïllant als militars (molts dels quals creien que actuaven amb el seu vistiplau, o almenys sense la seva oposició), davant una situació insostenible. Els militars encerclen l'edifici del Congrés i comencen les negociacions, ja que el parlament continuava segrestat. La nit del dia 23 fou anomenada la nit dels transistors, perquè mantingué tothom ben pendent dels esdeveniments. A la 1:14 de la matinada, Joan Carles Borbó, vestit de Capità General, es dirigeix als ciutadans per televisió, donant per fracassat el cop d'estat. De fet, cap a les 10 de la nit d'aquell dia, les cadenes de ràdio a Catalunya van emetre un discurs institucional del president de la Generalitat de Catalunya, Jordi Pujol, primer en català i després en castellà, per tranquil·litzar la població. Pujol havia parlat amb el rei, el qual li va dir "tranquil, Jordi, tranquil", frase que durant uns anys va ser força popular a Catalunya. Molt diferent va ser l'actitud del president del govern basc, Carlos Garaikoetxea, que no va fer res per aturar el cop, es va amagar i no va estar localitzable fins que va passar el perill. Finalment el 24 de febrer els segrestadors es varen rendir definitivament.

## Protagonistes

### Leopoldo Calvo-Sotelo Bustelo
Va néixer el 14 d'abril de 1926 a la ciutat de Madrid. Va estudiar enginyeria de camins a la Universitat de Madrid, en la qual es va llicenciar el 1951. L'any 1967 fou nomenat president de RENFE i tres anys més tard va esdevenir conseller delegat de la Unión Explosivos Riotinto, SA. Ocupà diverses carteres ministerials sota els governs d'Adolfo Suárez i finalment fou President del Govern d'Espanya després de la dimissió d'aquest. L'any 2002 el rei Joan Carles I li va concedir el títol de marquès de la Ria de Ribadeo amb Grandesa d'Espanya. Era oncle de Mercedes Cabrera Calvo-Sotelo, ministra d'Educació en la VIII Legislatura d'Espanya (primera de José Luis Rodríguez Zapatero) i nebot de José Calvo Sotelo, ministre d'Hisenda durant la Dictadura de Primo de Rivera i fundador del Bloc Nacional durant la Segona República Espanyola. Va morir, a l'edat de 82 anys, el 3 de maig de 2008 a la seva residència de Pozuelo de Alarcón.

### Adolfo Suárez González

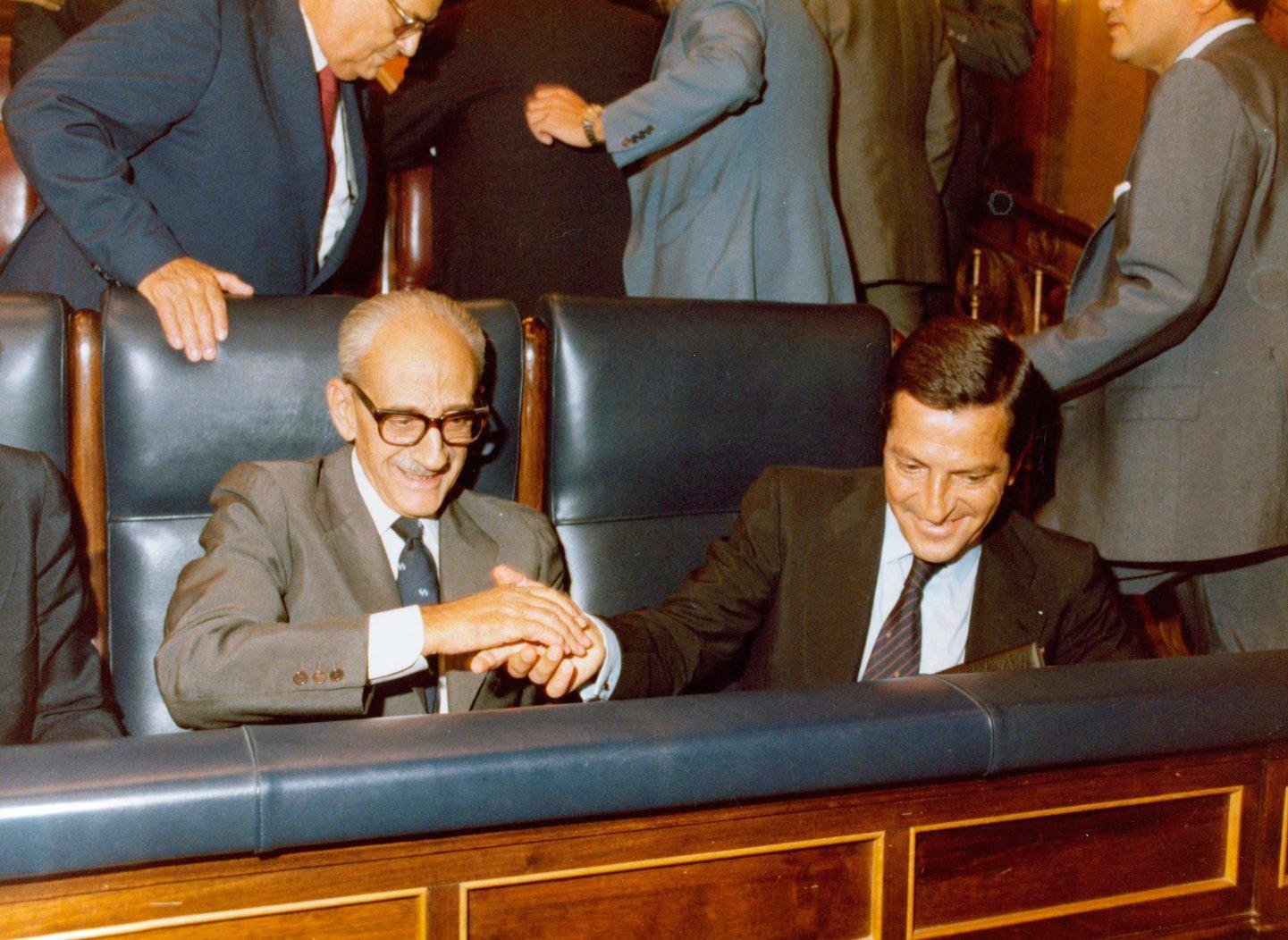
Manuel Gutiérrez Mellado, vicepresident primer, felicita a Adolfo Suárez González després d'haver aconseguit la confiança de la Cambara

Llicenciat en Dret per la Universitat de Salamanca i doctorat per la Universitat Complutense de Madrid, va ocupar diferents càrrecs dintre de les estructures del règim franquista de la mà de Fernando Herrero Tejedor. En 1958, passa a formar part de la «Secretaria General del Moviment» ascendint, en 1961, a Cap del Gabinet Tècnic del Sotssecretari General, procurador en Corts per la província d'Àvila el 1967 i governador civil de Segòvia el 1968. En 1969 és designat Director General de Radiotelevisió Espanyola, on ja havia ocupat altres càrrecs entre 1964 i 1968, romanent en el càrrec fins a 1973. L'abril del 1975, novament de la mà d'Herrero Tejedor, és nomenat Sotssecretari General del Moviment. L'11 de desembre de 1975, després de morir Herrero Teixidor en un accident d'automòbil, Adolfo Suárez és nomenat ministre Secretari General del Moviment, càrrec en el qual roman en el primer gabinet de Carlos Arias Navarro, format després de la mort de Franco al novembre de 1975. Al juliol de 1976 el rei Joan Carles I li va encarregar la formació de govern i el consegüent desmuntatge de les estructures franquistes.
Va guanyar les elecciones generals de 1977 i 1979, al capdavant d'un conglomerat de formacions de centredreta, aglutinades entorn de la seva persona, sota les sigles UCD (Unió de Centre Democràtic). El seu tercer mandat com a president del Govern va ser una etapa de govern plena de dificultats polítiques, socials i econòmiques que el van conduir a presentar la dimissió el 29 de gener de 1981. En el seu missatge al país va afirmar: «Jo no vull que el sistema democràtic de convivència sigui, una vegada més, un parèntesi en la Història d'Espanya». Joan Carles I li va concedir el 1981 el ducat de Suárez, amb grandesa d'Espanya, i va ser també cavaller de l'Orde del Toisó d'Or. Va morir el 23 de març de 2014 a Madrid.

### Antonio Tejero Molina

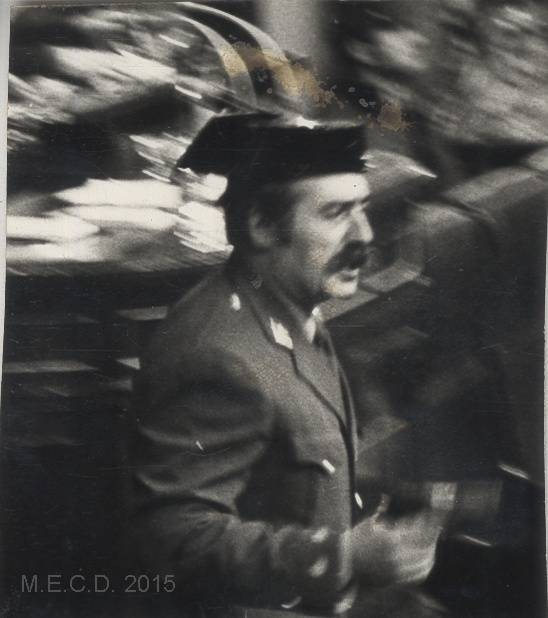
Antonio Tejero, protagonista del cop d'estat

Nascut al Alhaurín el Grande el 1932, fou tinent coronel de la Guàrdia Civil. Va ser un dels principals capitosts del cop d'estat del 23 de febrer de 1981 a Espanya, popularment conegut com a 23-F. Ja havia estat processat el 1979 per un intent de cop d'Estat conegut com a Operació Galàxia. Per aquest fet va ser condemnat a set mesos de presó. La vesprada del 23 de febrer, comandant uns 200 guàrdies civils, va assaltar el Congrés dels Diputats, que en aquells moments celebrava la sessió d'investidura com a president del Govern de Leopoldo Calvo-Sotelo Bustelo. Va segrestar tots els diputats fins a les 10 del matí del 24 de febrer de 1981, quan es va lliurar en fracassar l'intent de cop d'estat. Va ser processat i condemnat a 30 anys de presó. Va romandre a la presó d'Alcalá de Henares fins al 2 de desembre de 1996, que va eixir en llibertat condicional. Des de setembre de 1993 ja gaudia de règim obert. Va ser expulsat de l'Exèrcit espanyol i resideix a Alhaurín de la Torre, Màlaga.

### Joan Carles I
És l'anterior rei d'Espanya i, per tant, comte de Barcelona, entre altres títols històrics. El 22 de novembre de 1975, dos dies després de la mort de Franco, tal com el dictador havia previst, i després de jurar els principis fonamentals del feixista Movimiento Nacional, Joan Carles I fou proclamat rei. Després de succeir a Franco com a cap de l'estat, fou un dels actors de la transició espanyola, des del Franquisme cap a una monarquia constitucional. Les característiques i funcions que li determina la Constitució són, entre d'altres, el comandament de les forces armades, sancionar i promulgar les lleis, convocar i dissoldre les Corts Generals i convocar eleccions. La Casa Reial espanyola és l'organisme públic que, sota les seves ordres, té com a missió servir-li de suport, i Patrimonio nacional l'ens públic que li gestiona el patrimoni.
La publicació alemanya Spiegel cita una font oficial alemanya segons la qual Juan Carlos I era simpatitzant dels colpistes.

### Alfonso Armada Comyn
El IX marquès de Santa Cruz de Rivadulla va nàixer a Madrid el 12 de febrer de 1920 i va morir el 1r de desembre de 2013 va ser un militar espanyol que va assolir notorietat per la seva participació en l'intent de cop d'estat del 23 de febrer de 1981. El 1945, com a comandant, va ser instructor a diverses escoles militars. Va donar classes militars al príncep Joan Carles i va arribar a ser membre de l'Estat Major Central. Una altra de les seves tasques va ser com a secretari general de la casa del rei, ja que va ocupar durant 17 anys. No obstant això, els seus enfrontaments amb el president del Govern espanyol, Adolfo Suárez, i el fet que enviés cartes amb el segell de la Casa Reial espanyola demanant el vot per Alianza Popular a les eleccions generals espanyoles de 1979 van fer que fos rellevat. De la secretaria del monarca va passar a ser professor principal de l'Escola Superior de l'Exèrcit i, poc abans del cop d'Estat del 23 de febrer de 1981, va ocupar els càrrecs de governador militar de Lleida i, després, segon cap de l'Estat Major de l'exèrcit. Participant actiu del cop d'estat, va ser condemnat per aquest motiu, però el 24 de desembre de 1988, després de valorar un informe no vinculant elaborat pel Tribunal Suprem, el Govern d'Espanya encapçalat per Felipe González, el va indultar al·legant raons de salut i que havia manifestat diverses vegades "la seva lleialtat a la Corona i a l'ordenament jurídic constitucional". Des de la seva sortida de presó vivia en el seu pazo d'Ortigueira, a la parròquia de Santa Cruz de Rivadulla (Vedra), a la província gallega de La Corunya. Armada afirmava ésser una víctima política del cop d'estat. Mor l'1 de desembre de 2013.

### Jaime Milans del Bosch i Ussía
Nascut a Madrid el 8 de juny de 1915 i mort el 26 de juliol de 1997, fou un militar espanyol fonamentalment conegut per la seva participació en el Cop d'estat del 23 de febrer de 1981. Surt d'una vella nissaga catalana de militars coneguda des del segle xv, de la qual el casal familiar es troba a Sant Vicenç de Montalt. És net de Joaquim Milans del Bosch i Carrió. Condemnat pel cop d'estat del 23-F, es negà a sol·licitar un indult reial. En una entrevista el 1985 afirmà: «en les mateixes circumstàncies, tornaria a fer el mateix […] la situació a Espanya està pitjor que el 1936 i continua empitjorant-se.» Quasi deu anys després, el juliol de 1991, surt de presó en llibertat provisional per haver complert setanta-cinc anys. Milans del Bosch mai no manifestà penediment per la seva acció pel cop, malgrat que recorregué en contra de la seva expulsió de les Forces Armades sense èxit.

## Conseqüències

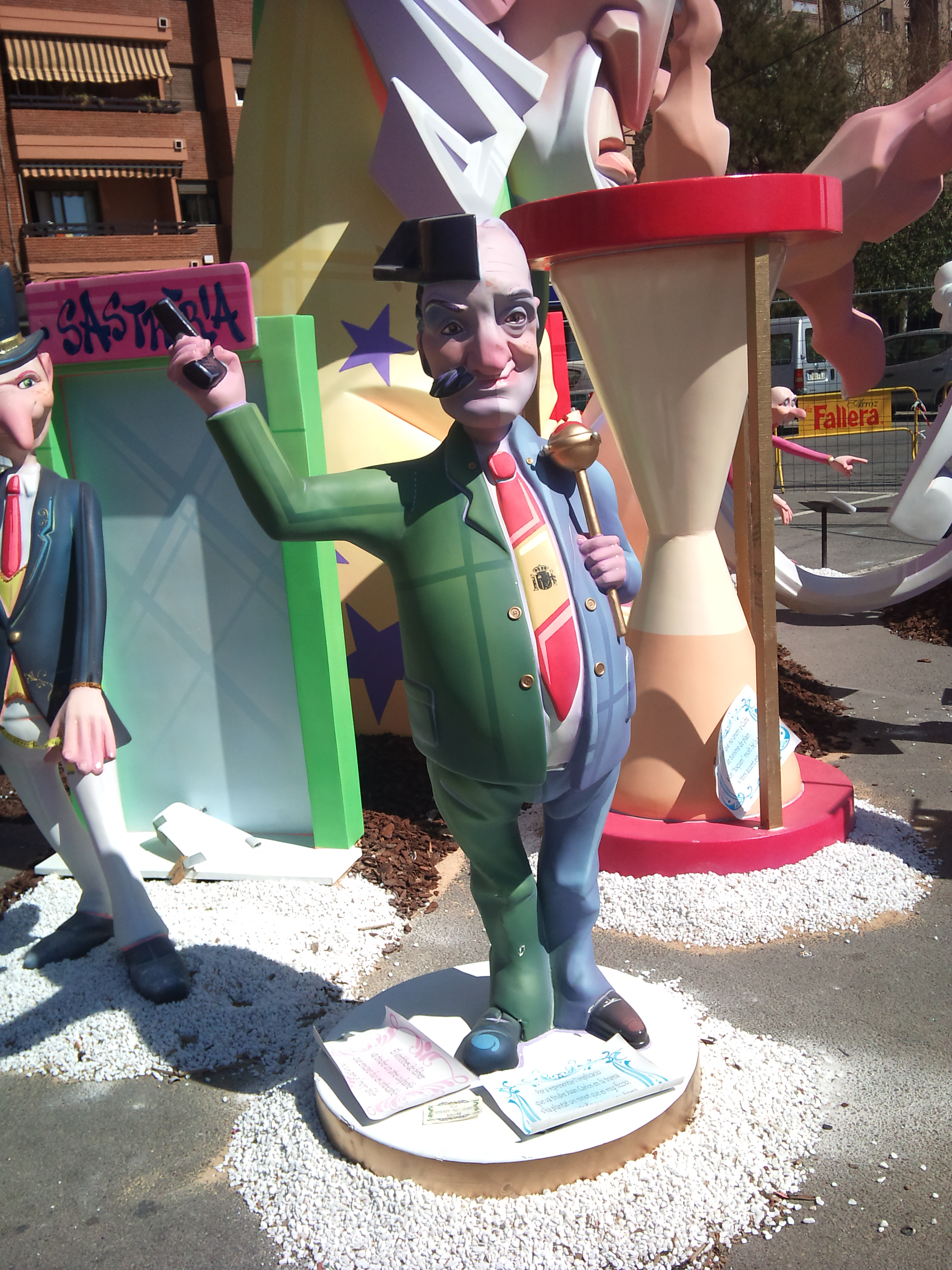
Ninot faller que representa a Joan Carles I i a Antonio Tejero alhora.

El govern que formà Leopoldo Calvo-Sotelo es va mostrar incapaç de reconduir la situació que s'havia creat al país després del cop d'estat i afrontar els greus problemes en què es trobava el país, per la qual cosa la situació política acabà amb la convocatòria d'eleccions generals anticipades l'any 1982. Aquestes eleccions van ser guanyades pel PSOE amb una còmoda majoria. El govern socialista de Felipe González, amb Narcís Serra com a ministre de defensa, inicià una reforma de l'exèrcit espanyol. Amb aquesta reforma es van redistribuir de forma massiva i estratègica molts alts càrrecs de l'exèrcit (incloent-hi algunes promocions de militars associats al cop d'estat amb la finalitat d'apartar-los dels llocs clau) i es van promocionar noves fornades d'oficials lleials, o com a mínim no contraris, a la Constitució. Poc abans, la conspiració colpista per al 27 d'octubre de 1982 que es va produir a Espanya, va ser desmantellada a primers del mes d'octubre i encara que es va informar d'aquesta, es va minimitzar, amb la col·laboració dels principals mitjans de comunicació per no produir alarma social. Aquest pla colpista amb prou feines no va afectar la campanya electoral de les eleccions previstes per al 28 d'octubre, en les que, com s'ha assenyalat, va vèncer el PSOE, quedant pràcticament en l'oblit. Els plans per al cop d'Estat eren més precisos que els del 23 F. L'1 d'octubre, el ministre d'Interior Juan José Rosón va tenir coneixement de la conspiració. Després de valorar la situació tant el ministre d'Interior, com el president de govern Leopoldo Calvo Sotelo i altres responsables, com el director del CESID general Emilio Alonso Manglano, es va decidir que era preferible intervenir ràpidament, sense aprofundir en la investigació, per evitar complicacions majors. Per això el dia 2 d'octubre, diumenge, a primera hora es va detenir als tres màxims implicats: els coronels d'Artilleria Luis Muñoz Gutiérrez i Jesús Crespo Cuspinera, i el germà d'aquest últim, el tinent coronel José Crespo Cuspinera, que van quedar incomunicats. Al seu torn, diversos condemnats pel 23 F van ser traslladats a altres presons, el principal, Jaime Milans del Bosch a la d'Algesires. Les llistes implicaven prop de quatre-centes persones. Consta que Jaime Milans del Bosch es va entrevistar amb el coronel Muñoz Gutiérrez, un dels tres implicats, a la presó de Fuencarral. Milans del Bosch seria alliberat i lideraria la resta d'accions del cop d'Estat. El pla, amb la clau "MN", possiblement en relació amb el Moviment Nacional, consistia a preparar diverses accions violentes contra personalitats progressistes, autonomistes i d'esquerres, per a posteriorment culminar amb una gran explosió en un bloc d'habitatges militars de Madrid. De tot això es culparia a ETA i a la ineficàcia en la lluita contra el terrorisme, tot el qual justificaria la intervenció militar. El cop es duria a terme el 27 d'octubre, vigília de les eleccions generals. A certa hora que no estava concretada, s'ocuparia l'Acadèmia d'Artilleria de Fuencarral on es trobava Milans del Bosch. Posteriorment es neutralitzaria la cadena de comandament ocupant la Capitania General de Madrid i el centre d'operacions de la Junta de Caps d'Estat Major. Es declararia l'estat de guerra i 80 comandos es disposarien en tres anells que envoltarien la capital, controlant totes les seus de poder, com el palau de la Sarsuela (residència del rei), la Moncloa (residència governamental), els ministeris, TVE, les emissores de ràdio. Per a tot això tenien assegurada la participació de la Unitat d'Helicòpters de Colmenar Viejo i les dues Companyies d'Operacions Especials (COES) de Madrid.
Una altra de les conseqüències més notòries del 23-F va ser la realització d'una nova política respecte a les autonomies. El nou govern del PSOE va iniciar un procés d'involució autonòmica mitjançant l'aprovació de la LOAPA que tenia com a objectiu frenar la descentralització de l'estat Espanyol i limitar el sostre competencial de les comunitats autònomes.
ETA (pm) va declarar una treva en febrer de 1981, poc després del Cop d'estat que el sector majoritari, anomenat VIII Assemblea, va trencar l'agost de 1981, formant amb ETA (m) el que torna a anomenar-se Euskadi Ta Askatasuna. La resta es va reintegrar a la vida civil d'acord amb el que van pactar amb el govern.

## Teories alternatives
El desenvolupament aparentment caòtic del cop d'estat, la gran quantitat de preguntes sense resposta sobre el seu desenvolupament, la fidelitat monàrquica de dos conspiradors principals (Armada i Milans del Bosch) i la llarga absència del rei abans que finalment fes una aparició televisiva en públic a última hora de la nit han alimentat l'escepticisme i les teories de la conspiració durant el judici Campamento i han estat actives des de llavors.
Aquestes teories posen en dubte la sinceritat de la defensa de la democràcia del rei i qualifiquen el cop com un exemple de coercitiva realpolitik portada al següent nivell. En essència, aquesta versió dels fets al·lega que el propi cop d'estat va ser orquestrat pels serveis secrets espanyols en connivència amb el rei i la Casa Reial, així com representants dels principals partits polítics i mitjans de comunicació principals, entre d'altres. La peça central de la trama i la seva aparent motivació van ser l'anomenada Operació Armada, un cop d'estat "suau" basat en l'Operació De Gaulle i dirigit a un govern d'unitat nacional dirigit pel mateix Armada, format per una sèrie de ministres de tots els principals partits polítics. El primer objectiu era destituir el president del govern Adolfo Suárez, que havia estat intensament criticat pels mitjans de comunicació i l'elit política durant mesos i es rumorejava que fins i tot havia perdut el favor del rei, en part a causa de l'ambiciosa agenda reformista de Suárez que, concebiblement, se n'havia anat fora del guió. El segon objectiu del suposat cop d'estat "suau" va ser una conseqüència del primer: afanyar les institucions públiques espanyoles encara petites a complir els criteris de convergència que la nació estava preparant, és a dir, membres de OTAN i Comunitat Econòmica Europea (CEE) i la consolidació d'un bipartidisme efectiu i una monarquia parlamentària ideològicament moderada. Segons el fonament darrere de la teoria, aquest objectiu requeria purgar les forces armades dels seus elements més reaccionaris i espantar el votant comú perquè acceptés la monarquia i els dos partits com una "posició per defecte" institucional.
Un altre objectiu més concret hauria estat neutralitzar un imminent i "dur" cop d'estat previst per a aquell mateix any, molt probablement el 2 de maig. Una gran camarilla o subgrup entre els instigadors d'aquest suposat cop d'estat va ser l'anomenat «grup de coronels», dirigit per l'ex SECED cap José Ignacio San Martín. S'han citat dues raons per les quals es considerava que aquest suposat complot era especialment perillós: les connexions d'intel·ligència de San Martín i el fet que eren els coronels i els tinents coronels, en lloc dels generals, els qui tenien el control directe sobre les tropes.

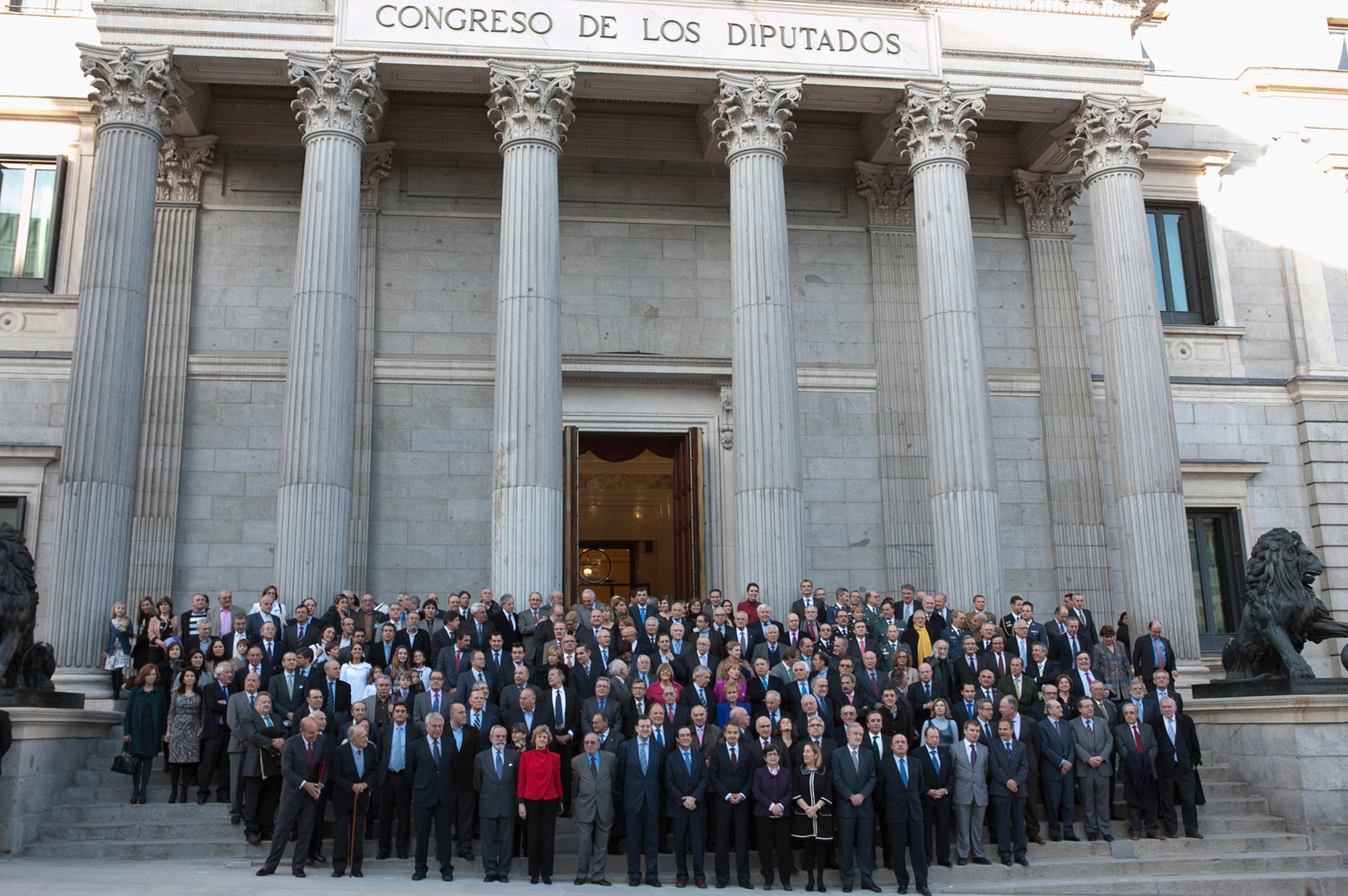
Assistents a la commemoració del 30 aniversari del fracassat cop d'estat, el 2011

Segons aquestes teories, el president Suárez va tenir notícies de l' "Operació Armada" amb molta antelació, d'aquí la seva sobtada renúncia per evitar-la, ja que el cop s'havia de produir durant la moció de censura al seu govern, previst que tingués lloc algunes setmanes després. El pla va avançar malgrat la renúncia de Suárez, però Tejero no va entendre les seves ramificacions, la seva creença implacable que es trobava al cor d'un complot hardcore, el dia dels mitjans de comunicació impulsat per la seva entrada violenta a les cambres del Congrés (i el seu comportament i llenguatge imprudents, que van ser capturats per micròfons i càmeres a l'edifici i que després van ser ridiculitzats per la premsa) i la seva negativa a acceptar el govern multipartidista proposat per Armada, va provocar l'avortament simultani dels plans colpistes "dur" i "suau" per part de qui els havia planejat.